# Ken Watanabe
Ken Watanabe, född 21 oktober 1959 i Koide (idag en del av Uonuma), Niigata, är en japansk skådespelare. Watanabe har medverkat i ett trettiotal filmer och TV-serier. Han blev Oscarsnominerad för bästa manliga biroll för Den siste samurajen.

## Filmografi i urval
- Den siste samurajen (2003)
- Batman Begins (2005)
- En geishas memoarer (2005)
- Letters from Iwo Jima (2006)
- Inception (2010)
- Shanghai (2010)
- Godzilla (2014)
- Transformers: Age of Extinction (2014, röst som Drift)
- Sea of Trees (2015)
- Transformers: The Last Knight (2017, röst som Drift)
- 2023 – Kensukes rike (röst)